# Laura Hickman
Laura Curtis Hickman (Long Beach, 7 de dezembro de 1956) é uma autora americana de fantasia publicada internacionalmente, mais conhecida por seus trabalhos em design de jogos e romances de fantasia com o marido, Tracy Hickman. Ela é mais conhecida por publicar junto de Tracy o módulo Ravenloft para a primeira edição de Dungeons & Dragons em 1983.

## Biografia
Laura Curtis nasceu Long Beach (Califórnia). Ela casou com Tracy Hickman em 1977, e eles tiverem 4 filhos. Laura Hickman faz parte de A Igreja de Jesus Cristo dos Santos dos Últimos Dias.

## Livros

### Série Dragonlance
- "Heart of Goldmoon" publicado em Love and War (Dragonlance) (1987) (com Kate Novak)

### Co-escritos com Tracy Hickman
- Swept Up By the Sea: A Romantic Fairy Tale (2013)
- Sojourner Tales (2014)

#### SérieBronze Canticles
- Mystic Warrior (2004)
- Mystic Quest (2005)
- Mystic Empire (2006)

#### SérieTales of the Dragon's Bard
- Eventide (2010)
- Blackshore (2013)
- St. Nicholas and the Dragon (2012)

#### SérieThe Nightbirds
- Unwept (2014)
- Unhonored (2016)

### Não-ficção
- Baking Outside the Box: Volume 1 The Goody Mix